# Alice Pellinghelli
Alice Pellinghelli (17 giugno 2003) è una calciatrice italiana, difensore del Sassuolo.

## Carriera

### Club
Dopo aver trascorso tutte le giovanili nel Sassuolo, fa il suo esordio in prima squadra il 23 agosto 2020, nella gara di campionato pareggiata 1-1 contro la Roma.
Nell'agosto 2022 passa in prestito al Verona, militante in Serie B. Segna la sua prima rete il 25 gennaio 2023, in occasione del pareggio per 1-1 contro il Ravenna. L'anno successivo passa in prestito al Napoli, ritornando quindi in massima serie.

### Nazionale
Nel giugno 2021 viene convocata in nazionale under 19 dal CT Enrico Sbardella per uno stage e successivamente nell'ottobre dello stesso anno, in vista delle qualificazioni europee. Nel febbraio 2024 viene convocata dall'under 23, in occasione della gara amichevole contro il Portogallo.

## Statistiche

### Presenze e reti nei club
Statistiche aggiornate all'11 maggio 2025.
| Stagione        | Squadra         | Campionato      | Campionato | Campionato | Coppe nazionali | Coppe nazionali | Coppe nazionali | Coppe continentali | Coppe continentali | Coppe continentali | Altre coppe | Altre coppe | Altre coppe | Totale | Totale |
| Stagione        | Squadra         | Comp            | Pres       | Reti       | Comp            | Pres            | Reti            | Comp               | Pres               | Reti               | Comp        | Pres        | Reti        | Pres   | Reti   |
| --------------- | --------------- | --------------- | ---------- | ---------- | --------------- | --------------- | --------------- | ------------------ | ------------------ | ------------------ | ----------- | ----------- | ----------- | ------ | ------ |
| 2020-2021       | Sassuolo        | A               | 10         | 0          | CI              | 1               | 1               | -                  | -                  | -                  | -           | -           | -           | 11     | 1      |
| 2021-2022       | Sassuolo        | A               | 10         | 0          | CI              | 1               | 0               | -                  | -                  | -                  | -           | -           | -           | 11     | 0      |
| 2022-2023       | Verona          | B               | 20         | 1          | CI              | 2               | 0               | -                  | -                  | -                  | -           | -           | -           | 22     | 1      |
| 2023-2024       | Napoli          | A               | 17+2       | 0          | CI              | 3               | 0               | -                  | -                  | -                  | -           | -           | -           | 22     | 0      |
| 2024-2025       | Napoli          | A               | 12         | 0          | CI              | 0               | 0               | -                  | -                  | -                  | -           | -           | -           | 12     | 0      |
| Totale Napoli   | Totale Napoli   | Totale Napoli   | 29+2       | 0          | -               | 3               | 0               | -                  | 0                  | 0                  | -           | -           | -           | 34     | 0      |
| 2025-2026       | Sassuolo        | A               | -          | -          | CI              | -               | -               | -                  | -                  | -                  | AWC         | -           | -           | -      | -      |
| Totale Sassuolo | Totale Sassuolo | Totale Sassuolo | 20         | 0          | -               | 2               | 1               | -                  | -                  | -                  |             | -           | -           | 22     | 1      |
| Totale carriera | Totale carriera | Totale carriera | 71         | 1          | -               | 7               | 1               | -                  | -                  | -                  |             | -           | -           | 78     | 2      |